# Ashita no Joe
Ashita no Joe (en japonès: あしたのジジョー, en hepburn: Ashita no Jō, lit. „El Joe de demà“) és una sèrie de manga de boxa japonesa escrita per Asao Takamori i il·lustrada per Tetsuya Chiba. Segueix el vagabund Joe Yabuki, que descobreix la passió per la boxa en una presó de menors, i el seu ascens a través de l'escena de la boxa japonesa i mundial.
Ashita no Jō es va publicar a la revista Weekly Shonen de Kodansha de 1968 a 1973, amb els seus capítols recollits en 20 volums tankōbon. Durant la seva serialització, va ser popular entre la gent de la classe treballadora i els estudiants universitaris del Japó. S'ha adaptat a diversos mitjans, inclòs l'anime Megalo Box, una reinterpretació futurista de l'original que es va fer en motiu del 50è aniversari d'Ashita no Jō.
El manga ha tingut una gran influència, amb nombrosos animes i manga que hi fan referència.

## Trama
El jove vagabung Joe Yabuki topa casualment amb l'antic entrenador de boxa Danpei Tange, esdevingut ara alcohòlic, mentre passeja pels barris de Sanya. En reconèixer el seu talent, Danpei el comença a entrenar com a boxejador, però Joe és arrestat per un frau. A la presó provisional, es baralla amb en Nishi Kanichi, el líder d'un grup de gamberros, i ambdós són traslladats a un centre de detenció de menors. Allà, Joe coneix en Tōru Rikiishi, un antic prodigi de la boxa amb qui desenvolupa una rivalitat degut a que Rikiishi li impedeix un intent de fuga. La presó organitza un torneig de boxa dirigit per Danpei i finançat pel milionari Mikinosuke Shiraki i la seva filla Yoko. Rikiishi va dominant el combat fins que al final Joe el colpeja en un inesperat contraatac, causant un knockcout simultani a ambdós combatents. En no haver-se resolt res al combat, Joe i Rikiishi es prometen de confrontar-se de nou com a boxejadors professionals.
En sortir de la presó, Joe s'uneix al nou petit gimnàs de boxa de Danpei, juntament amb Nishi. Joe va guanyant popularitat com a boxejador aficionat pel seu estil de combat i la marca registrada de les seves victòries per KO, però se li nega una llicència professional fins que provoca el campió Wolf Kanagushi. Durant el combat, Joe emprèn un triple contraatac contra Wolf, guanyant-se així el dret a lluitar contra Rikiishi al ring professional.
Rikiishi té assegurada una prometedora carrera finançada per Mikinosuke Shiraki, però té la intenció de saldar el seu compte amb Joe. Al ser un pes ploma, mentre que Joe és un pes gall, Rikiishi s'ha de sotmetre a un programa de pèrdua de pes. El combat entre ells és ajustat. Rikiishi noqueja a Joe a la vuitena ronda per guanyar, però després mor pels efectes combinats de la pèrdua de pes i una hemorràgia cerebral sostinguda durant el combat.
Joe queda traumatitzat per la mort de Rikiishi. Danpei s'adona que Joe és incapaç de colpejar al cap dels seus oponents, perdent tres baralles seguides i, finalment, desapareix per unir-se a un ring de boxa rural il·legal. Torna per lluitar contra el sisè lluitador mundial Carlos Rivera. En Carlos té com a manager Yoko, que, després d'haver-se interessat per en Joe, s'ha fet càrrec del gimnàs del seu pare. El combat esdevé una baralla, però Joe es guanya una gran fama i respecte, i s'acaba fent amic de Carlos. Més tard, Carlos és noquejat a la primera ronda pel campió del món José Mendoza i pateix greus danys cerebrals.
Després del seu combat amb Carlos, Joe és reconegut com a boxejador de classificació mundial. Lluita per mantenir-se en el pes ploma a causa d'un creixement tardà, fet que l'obliga a patir una pèrdua de pes extenuant, similar a la que va patir Rikiishi. Derrota a Kim Yong-bi, campió de l'Oriental and Pacific Boxing Federation (OPBF), un boxejador sud-coreà i supervivent de la Guerra de Corea, i guanya diversos títols més. Mentrestant, Yoko s'ha assegurat els drets per a la següent defensa del títol de Mendoza. Tement que Joe hagi perdut el seu instint de lluita, Yoko l'obliga a enfrontar-se a Harimau, un lluitador de Malàisia, abans de permetre-li desafiar a Mendoza. Joe guanya per poc el combat.
La lluita contra Mendoza se celebrarà en un estadi de Tòquio ple de gom a gom. Abans de la baralla, Yoko descobreix que Joe pateix d'encefalopatia traumàtica. Intenta aleshores cancel·lar el partit, confessant el seu amor per ell, però Joe s'hi nega.
Mendoza domina les primeres rondes, i Joe perd la visió d'un ull. Inicialment dominant, Mendoza comença a desesperar-se mentre Joe aguanta sigui com sigui. Joe aconsegueix derrocar Mendoza diverses vegades. El partit finalment arriba a les quinze rondes. Joe li dóna els guants a Yoko i li diu a Danpei que tot s'ha "cremat en cendres". Mendoza és declarat guanyador per punts, però el seu cabell s'ha tornat blanc pel trauma del combat. Danpei es gira per consolar en Joe, trobant-lo assegut a la seva cadira, absent i amb un somriure a la cara.
S'ha debatut molt si finalment Joe va morir en el combat. L'artista Chiba va declarar que va dibuixar el final a l'últim moment i que el final original de Takamori era diferent. Takamori va declarar en una biografia de 1979 que Joe va morir, mentre que Chiba s'ha negat a comentar-ho directament, donant a entendre que Joe podria haver sobreviscut. En una entrevista de 2001, el patòleg forense Masahiko Ueno va concloure que Joe havia d'estar viu a la vinyeta final per mantenir-se dret.

## Contingut de l'obra

### Manga
Ashita no Jō es va publicar originalment a la revista de manga shonen Weekly Shōnen Magazine des de l'1 de gener de 1968 fins al 13 de maig de 1973. Així mateix, a ser recollit en 20 volums tankōbon per l'editorial Kodansha. La majoria dels capítols del manga es van reimprimir a la revista Shukan Gendai des del 2 de març de 2009 fins a finals d'any.

### Anime

#### Sèrie de televisió
Mushi Productions va produir una sèrie de televisió d'anime basada en els primers 14 volums de Ashita no Jō. Va ser emès al Japó per Fuji TV des de l'1 d'abril de 1970 fins al 29 de setembre de 1971. Una segona sèrie de televisió d'anime, que va començar a partir del volum 9 i va cobrir la resta de la sèrie, va ser realitzada per TMS Entertainment i va ser emesa per Nippon TV des del 13 d'octubre de 1980 fins al 31 d'agost de 1981. Tots dos animes van ser dirigits per Osamu Dezaki. El 2 de març de 2005, Nippon Columbia va llançar la versió completa del primer anime en 2 DVD, amb 33 hores i 55 minuts de metratge en 79 episodis que abasten 16 discos. També inclou un llibre d'explicacions a tot color en 3 volums amb un total de 120 pàgines. Els formats de llançament anteriors inclouen mini-box sets el 21 de setembre de 2001 i discos individuals el 21 de setembre de 2002. Crunchyroll va començar a transmetre el segon anime des del 24 de març de 2014, sota el nom de Champion Joe 2.
Crunchyroll va començar a transmetre la sèrie el novembre de 2024.
El 2018, Megalobox, una reinterpretació futurista de l'original, es va estrenar com a part del 50è aniversari del manga. La sèrie és el concepte final de moltes idees inicials del director Moriyama, un concepte dels quals és que la història giri al voltant de Rikiishi Toru, el rival predestinat i amic de tota la vida de Joe.

#### Pel·lícules
Les versions editades de les dues sèries d'anime van ser distribuïdes com a pel·lícules d'anime per Nippon Herald Films el 8 de març de 1980 i el 4 de juliol de 1981, respectivament. Tai Seng va estrenar la primera pel·lícula d'anime als Estats Units en DVD l'any 2008, sota el nom de Champion Joe. Discotek Media més tard va llançar Champion Joe en Blu-Ray.
La primera pel·lícula d'Ashita no Jō va obtenir uns ingressos de ¥ 500 milions a la taquilla japonesa el 1980.

### Pel·lículeslive-action
L'any 1970 es va estrenar una pel·lícula d'acció real basada en el manga, amb l'actor Shōji Ishibashi com a Joe Yabuki, Ryūtarō Tatsumi com a Danpei Tange i Seiichirō Kameishi com a Tōru Rikiishi.
La segona adaptació cinematogràfica en live-action es va estrenar al Japó l'11 de febrer de 2011, protagonitzada per Tomohisa Yamashita com a Joe Yabuki, Teruyuki Kagawa com a Danpei i Yūsuke Iseya com a Tōru Rikiishi. La pel·lícula va rebre una resposta positiva per part de Maggie Lee de Hollywood Reporter, que va elogiar la boxa del repartiment però va criticar la caracterització de Danpei i Yoko. Russell Edwards de Variety va gaudir del treball del director i, com Lee, va gaudir del treball dels actors principals. El 2011 la pel·lícula va recaptar ¥ 1.1 bilions a la taquilla japonesa.

## Recepció i llegat
El manga va ser molt popular, havent venut més de 20 milions de còpies després de la seva serialització. A més, durant la seva serialització, va ser especialment popular entre la gent de la classe treballadora i els estudiants universitaris que estaven implicats en la Nova Esquerra, que es veien igualment lluitant contra el sistema com Joe Yabuki i el veneraven com una icona. Un exemple d'aquesta influència de la Nova Esquerra van ser els membres de l'Exèrcit Roig Japonès que van participar en el segrest de Yodogo el 1970 i es van comparar amb Joe quan van veure un missatge revolucionari al manga. Durant el segrest, van cridar "Som el Joe de demà!".
Ashita no Jō ha rebut crítiques generalment positives, amb molts crítics lloant la història i els personatges. El 13 d'octubre de 2006, va ser votat com a "Anime de televisió favorit japonès" col·locant-lo al lloc 4 de 100. Joe Yabuki va ocupar el setè lloc al llibre 10 Most Iconic Anime Heroes de Mania Entertainment, escrit per Thomas Zoth, qui va comentar que "Tomorrow's Joe va capturar el zeitgeist del Japó dels anys 60. La història de l'ascens de Joe del no-res va tocar un punt feble del públic japonès, que estava veient el seu país prosperar després d'un llarg període de devastació de postguerra". El revisor d'Anime News Network, Justin Sevakis, va analitzar la sèrie, elogiant la seva història, però va criticar alguns aspectes sobre la primera adaptació cinematogràfica. Va elogiar el desenvolupament del personatge de Joe i la seva relació amb altres boxejadors. Segons Mark Schilling de The Japan Times, la sèrie "es va convertir no només en la plantilla de la pel·lícula d'acció en directe de 2011 de Fumihiko Sori amb el mateix títol, sinó també per a moltes pel·lícules esportives i franquícies de televisió japoneses".
Ashita no Jō ha estat considerat un dels manga més influents, amb molts animes i manga que hi fan referència. Per a l'adaptació animada del manga de Naruto, l'animador Atsushi Wakabayashi de l'estudi Pierrot va dir que estava influenciat per Ashita no Jō. Això va ser principalment perquè els membres del personal eren fans de la sèrie i sentien que el personatge de Naruto Uzumaki estava a prop del tipus d'arquetip que van conceber al veure la sèrie. Com a resultat, en Wakabayashi i la resta de membres del personal van fer que Naruto destaqués a l'episodi 133 on hi havia massa focus en la seva lluita contra Sasuke Uchiha, amb qui compartia una intensa rivalitat. La seqüència inicial de la pel·lícula d'Osamu Dezaki també va influir en el director d'anime Gorō Taniguchi durant la producció de Code Geass: Lelouch of the Re;surrection. Ashita no Jō també va tenir una gran influència en Kyo Kusanagi, el personatge principal de la sèrie de jocs de lluita de SNK, The King of Fighters. El director d'anime Kenji Kamiyama, més conegut per la sèrie Ghost in the Shell: Stand Alone Complex, va citar l'anime original entre els 15 millors animes de tots els temps.